# SOR B 9,5
SOR B 9,5 - autobus miejski klasy midi produkowany w fabryce SOR Libchavy w Czechach od 1998 roku. Autobus średniopodłogowy, 3-drzwiowy. 
W ostatnim czasie kilka sztuk dostarczono do Polski.